# Скиту (Долж)
Скиту (рум. Schitu) насеље је у Румунији у округу Долж у општини Бралоштица. Oпштина се налази на надморској висини од 101 m.

## Становништво
Према подацима из 2002. године у насељу је живело 482 становника, од којих су сви румунске националности.